# Turpie Point
Der Turpie Point ist eine Landspitze an der Nordküste Südgeorgiens im Südatlantik. Sie markiert die östliche Begrenzung der Einfahrt zur Hercules Bay. Ihr vorgelagert ist der Turpie Rock.
Das UK Antarctic Place-Names Committee benannte sie 2013 in Anlehnung an die Benennung des gleichnamigen Klippenfelsens. Dessen Namensgeber ist der Frachter James Turpie der Southern Whaling & Sealing Co. Ltd., der 1946 nahe der Walfangstation Leith Harbour gesunken war. 